# پاول کوبا
پاول کوبا (چکی: Pavel Kouba؛ ۱ سپتامبر ۱۹۳۸ – ۱۳ سپتامبر ۱۹۹۳) بازیکن فوتبال اهل چکسلواکی بود.
از باشگاه‌هایی که در آن بازی کرده‌است می‌توان به باشگاه فوتبال اسپارتا پراگ و دوکلا پراگ اشاره کرد.
وی همچنین در تیم ملی فوتبال چکسلواکی بازی کرده‌است.